# Alte Kanzlei (Stuttgart)
Die Alte Kanzlei ist ein Gebäude in Stuttgart, in dem die landesfürstliche Verwaltung ihren Sitz hatte. Nach dem Bau der Neuen Kanzlei 1838 wurde das Gebäude in Alte Kanzlei umbenannt. Seit den 1950er Jahren sind im Erdgeschoss die Hof-Apotheke und das Restaurant „Alte Kanzlei“ untergebracht. Die oberen Stockwerke belegt das baden-württembergische Justizministerium, dessen Hauptsitz der benachbarte Prinzenbau ist.
Die Alte Kanzlei ist Teil des historischen Gebäudeensembles um das Schillerdenkmal am Schillerplatz, zu dem außerdem der Prinzenbau, das Alte Schloss, die Stiftskirche und der Fruchtkasten gehören.
Der östliche Teil der Alten Kanzlei wurde 1544 bis 1546 unter Herzog Ulrich von Württemberg errichtet. 1566 wurde das Gebäude von dem Architekten Aberlin Tretsch um ein Geschoss aufgestockt und bis zum Prinzenbau hin verlängert. Nach einem Brand 1683 wurde das Gebäude von Matthias Weiß (1636–1707) wieder aufgebaut.
Über einen Anbau wurde der Prinzenbau 1715 übereck mit der Alten Kanzlei verbunden. Dieser schließt den Kanzleibogen ein, einen bogenförmigen Durchgang vom Schillerplatz zur Königstraße. Die beiden #Hauptportale aus dem 16. Jahrhundert im Stil des Klassizismus und der Renaissance wurden 1878 von Alexander von Tritschler restauriert und einander angeglichen. Nach schweren Zerstörungen im Zweiten Weltkrieg 1944 wurde die Alte Kanzlei 1951 bis 1952 wieder aufgebaut.

## Lage
| - Lageplan. | - Prinzenbau und Alte Kanzlei → Bildkommentar. |

Die Alte Kanzlei liegt am Schillerplatz in Stuttgart. Der Platz hieß ursprünglich Schloßplatz, ab 1817 nach dem Bau  Neuen Schlosses „Alter Schloßplatz“ und seit 1934 Schillerplatz (95 Jahre nach der Einweihung des namengebenden Schillerdenkmals).
Um das Schillerdenkmal im Zentrum des Platzes gruppieren sich außer der Alten Kanzlei weitere jahrhundertealte Gebäude: der Prinzenbau, das Alte Schloss, die Stiftskirche und der Fruchtkasten. Die Alte Kanzlei erstreckt sich mit einer Langseite zum Schillerplatz, mit der anderen zur Planie (Richard-von-Weizsäcker-Planie, die Straße, die die Alte Kanzlei vom Schloßplatz trennt) und mit einer Schmalseite zum Alten Schloss. An der anderen Schmalseite ist das Gebäude mit dem Prinzenbau verbunden.

## Baukörper

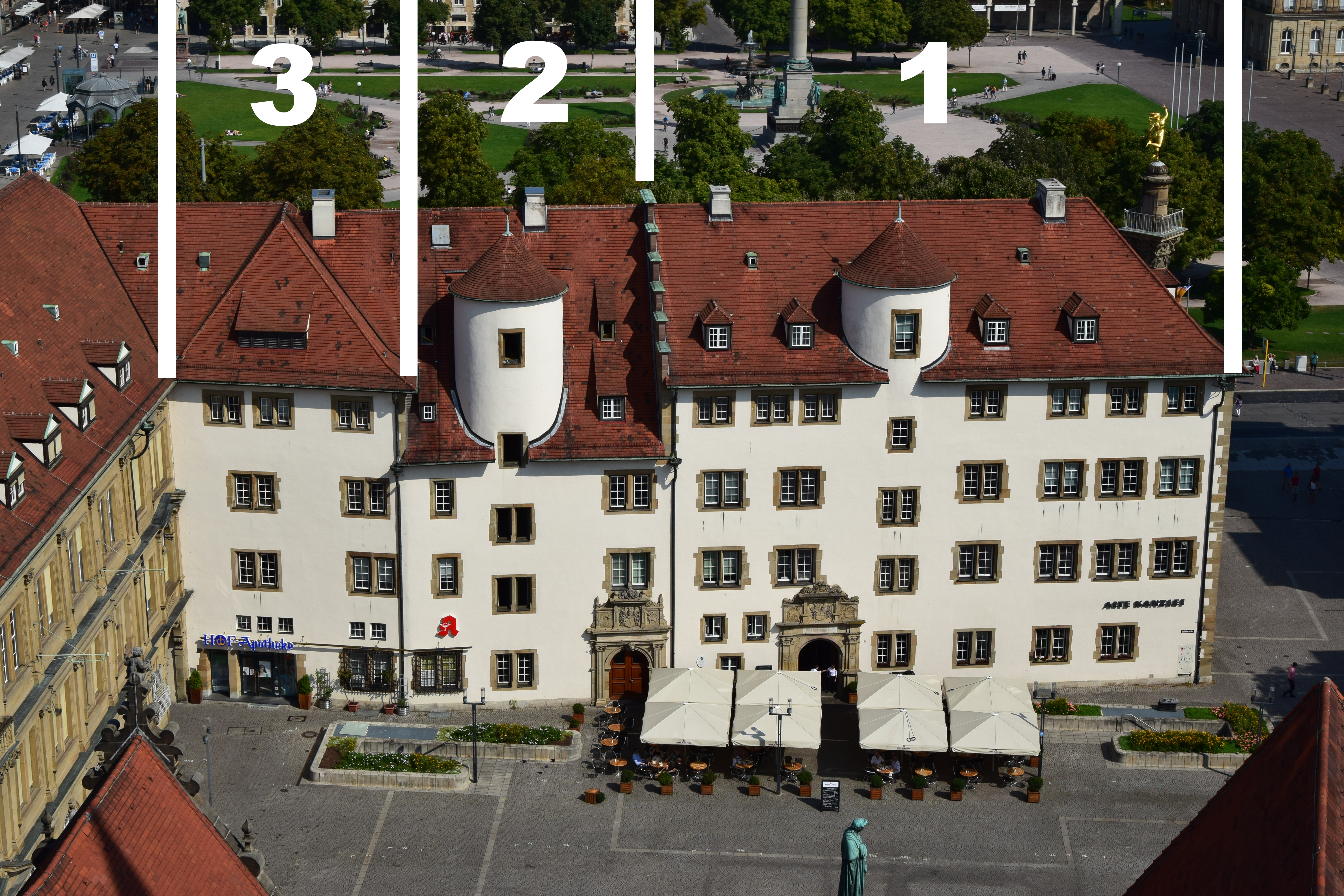
Gebäudeteile der Alten Kanzlei.

Die Alte Kanzlei steht auf einer rechteckigen Grundfläche von 52 Metern Länge und 17 Metern Breite und ist etwa 23 Meter hoch. Im heutigen Zustand zeigt das Gebäude lediglich in den beiden #Hauptportalen charakteristische Stilmerkmale: sie sind im Stil des Klassizismus und der Renaissance gestaltet.
Die Fassaden bestehen aus verputztem Mauerwerk aus Schilfsandstein. Fünf #Portale im Erdgeschoss ermöglichen den Zugang zum Gebäude und zwei runde Treppentürme den Zugang zu den Stockwerken. Die zahlreichen Kreuzstockfenster sind als Einzelfenster ausgebildet oder als Doppelfenster mit einer steinernen Mittelstütze und werden von Sandsteinrahmen eingefasst.

### Gebäudeteile
Der Baukörper besteht aus 3 Gebäudeteilen:
- Gebäudeteil 1: Der 7-achsige, 4-geschossige Gebäudeteil umfasst den rechten Treppenturm und das rechte Hauptportal. Er beginnt an der Schmalseite des Gebäudes gegenüber dem Alten Schloss und reicht bis zur Brandmauer, die mit ihrem Treppengiebel über den Dachfirst des Gebäudes hinausragt.
- Gebäudeteil 2: Der 3-achsige, 3-geschossige Gebäudeteil umfasst den linken Treppenturm und das linke Hauptportal.
- Gebäudeteil 3: Der 2-achsige, 4-geschossige Gebäudeteil reicht bis zum Prinzenbau, an den die Alte Kanzlei rechtwinklig anstößt. Ein Durchgang zwischen dem Prinzenbau und der Alten Kanzlei, der Kanzleibogen, verbindet den Schillerplatz mit der Königstraße.

### Dach
Gebäudeteil 1 trägt ein zum Alten Schloss hin abgewalmtes Satteldach. Es setzt sich über die beiden anderen Gebäudeteile hin fort und mündet in das Dach des Prinzenbaus. Über Gebäudeteil 3 wird das Satteldach von einem quergestellten Walmdach durchstoßen (wie bei einem Zwerchbau). Die beiden Treppentürme sind mit Kegeldächern gedeckt.
Die beiden äußeren Gebäudeteile haben bis zur Dachtraufe eine Höhe von etwa 16 Metern, und das Dach hat eine Neigung von etwa 38 Grad. Gebäudeteil 2 ist bis zur Dachtraufe etwa 12,5 Meter hoch, und das steilere, tiefergezogene Dach hat eine Neigung von etwa 50 Grad.
Das Dach von Gebäudeteil 1 ist an den Langseiten mit 4 bzw. 5 Walmgauben besetzt, in dem 2-stöckigen Dachaufbau von Gebäudeteil 2 mit 2 bzw. 3 Schleppgauben je Stock, in Gebäudeteil 3 mit einer 5-teiligen Schleppgaube an der Vorderseite und mit 2 Flachdachgauben an der Rückseite.

## Portale
Die Alte Kanzlei verfügt über fünf Portale:
- die zwei Hauptportale an der Vorderseite,
- das einfache Portal des Restaurants „Alte Kanzlei“ an der Rückseite von Gebäudeteil 1
- und die beiden einfachen Portale der Hof-Apotheke an den Langseiten von Gebäudeteil 3.

### Hauptportale

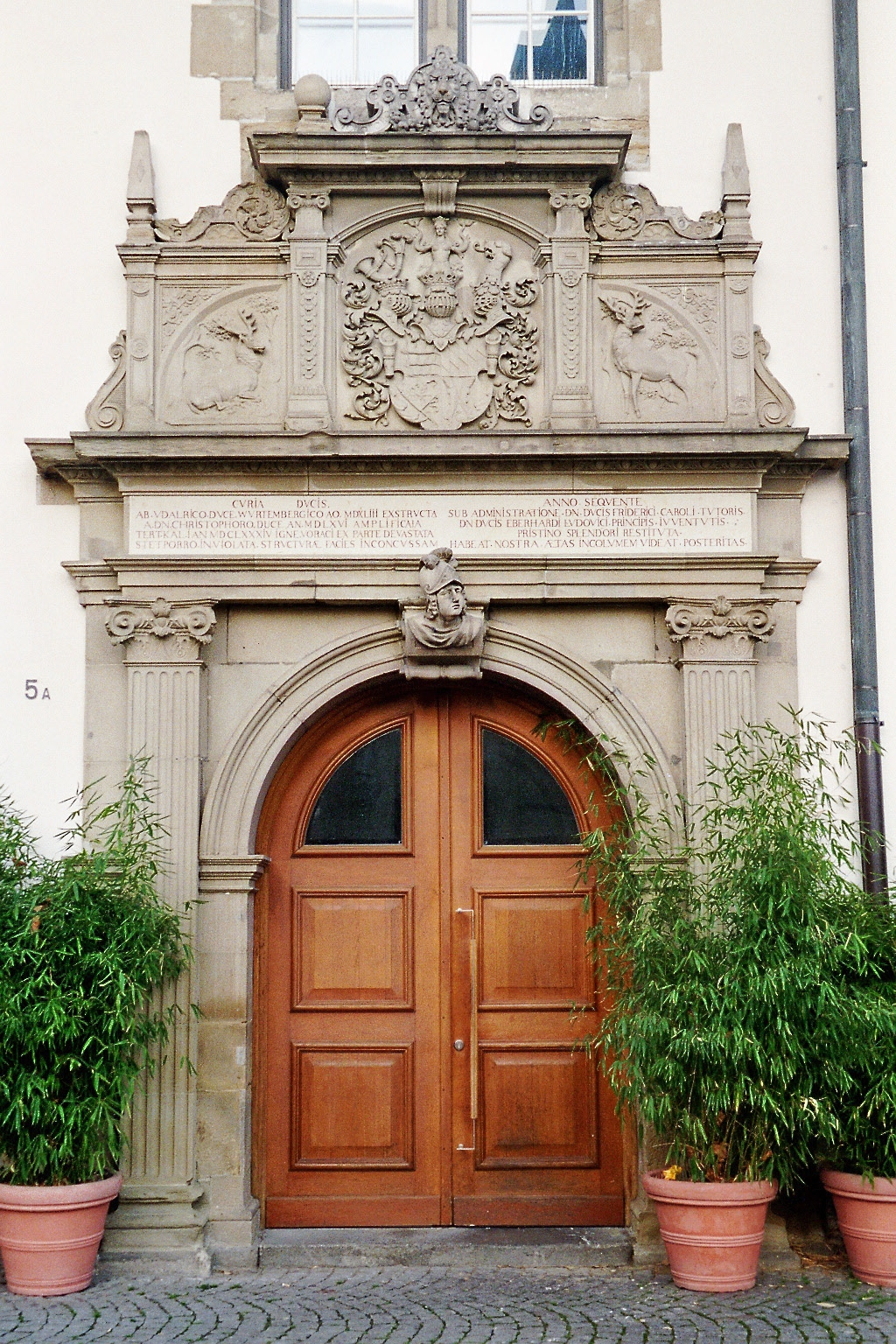
Linkes Hauptportal.
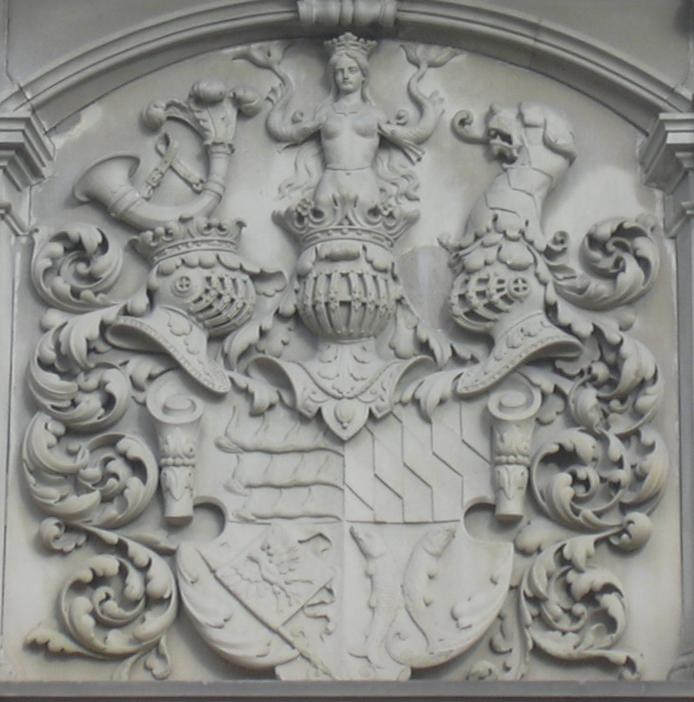
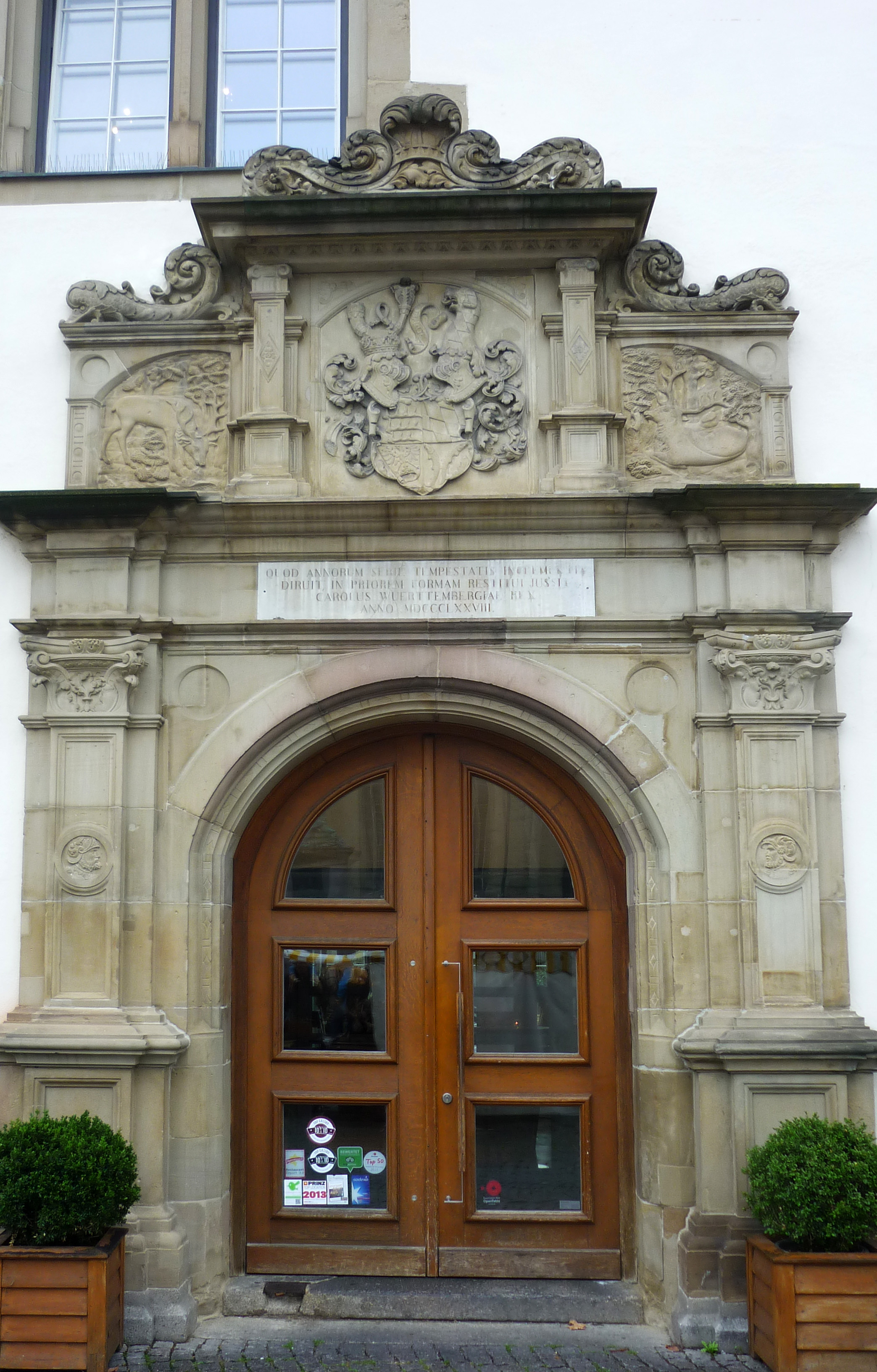
Rechtes Hauptportal.
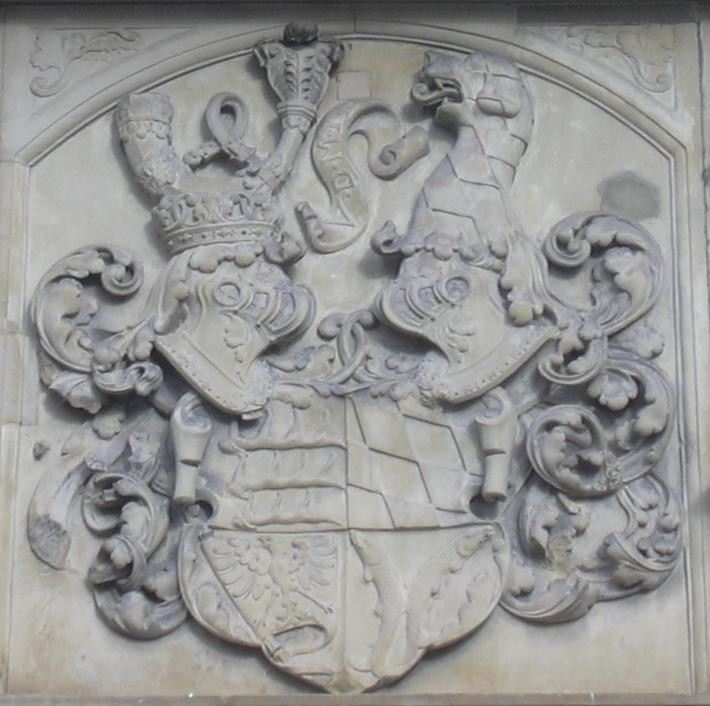

Die beiden Hauptportale an der Vorderseite gleichen sich im Aufbau, unterscheiden sich aber in Details der Ausführung. Beide wurden 1878 durch Alexander von Tritschler restauriert und einander angeglichen. Eine 2-flügelige, hölzerne Rundbogentür wird von einer klassizistischen Ädikula mit einem Inschriftenfries umrahmt. Die Ädikula wird gekrönt von einem Aufsatz mit einer kleineren, 3-teiligen Ädikula im Stil der Renaissance. Der Aufsatz zeigt im Mittelfeld das württembergische Wappen und in den kleineren Seitenfeldern Reliefs mit dem württembergischen Hirsch. Der Wappenschild trägt als Helmzier ein Jagdhorn und einen Bracken-Rumpf.
Das rechte Portal gehört zum ersten Bauabschnitt (Gebäudeteil 1) und wurde 1543 unter Herzog Ulrich von Württemberg eingebaut. Zwischen den beiden Helmzierden flattert ein Spruchband mit einem Wahlspruch der Reformation: „V.D.M.I.AE.“ (Verbum Dei manet in aeternum – Das Wort Gottes bleibt in Ewigkeit). Die Inschrift im Fries der Ädikula erinnert an die Restaurierung der beiden Hauptportale durch Alexander von Tritschler 1878:
| Quod annorum serie tempestatis inclementia diruit, in priorem formam restitui iussit Carolus Wuerttembergiae rex anno MDCCCLXXVIII. | Auf Befehl von König Karl von Württemberg wurden 1878 die im Lauf der Jahre entstandenen Witterungsschäden der Portale beseitigt. |
Das linke Portal entstand während des zweiten Bauabschnitts (Gebäudeteil 2 und 3) und wurde 1566 unter Herzog Christoph von Württemberg in den Gebäudeteil 3 eingebaut. Zwischen den beiden äußeren Helmzierden krönt die Helmzier der Grafen von Mömpelgard den Wappenschild: ein Frauenrumpf mit Fischarmen. Die Inschrift im Fries der Ädikula skizziert die Baugeschichte der Alten Kanzlei:
| Curia Ducis ab Udalrico Duce Wurttembergico anno MDXLIII exstructa, a Domino Christophoro Duce anno MDLXVI amplifacata, [ante diem] tertium calendas Ianuarias MDCLXXXIV igne voraci ex parte devastata, anno sequente sub administratione Domini Ducis Friderici Caroli, tutoris Domini Ducis Eberhardi I.udovici principis iuventutis, pristino splendori restituta. Stet porro inviolata structurae facies, inconcussam habeat nostra aetas, incolumem videat posteritas. | Die Herzogliche Kanzlei wurde von Herzog Ulrich von Württemberg im Jahre 1543 erbaut und von Herzog Christoph im Jahre 1566 erweitert. Am 30. Dezember 1683 wurde das Gebäude durch einen verheerenden Brand teilweise zerstört. Im folgenden Jahr wurde die Kanzlei unter Herzog Friedrich Karl im alten Glanz wiederhergestellt. Möge das Bauwerk hinfort unbeschädigt bleiben, unsere Zeit unerschüttert überdauern und der Nachwelt unversehrt überliefert werden. |

## Geschichte

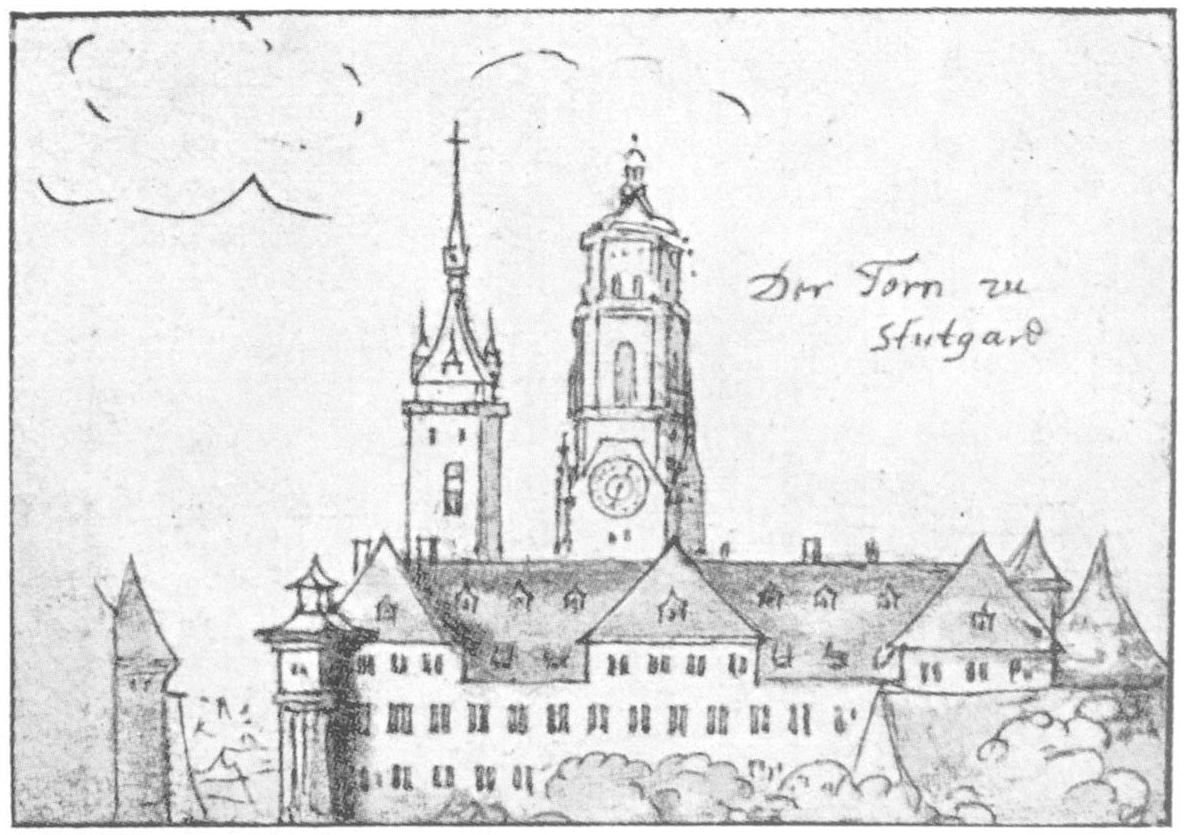
Bild 1. Stiftskirche und Planieseite der Alten Kanzlei, 1663.
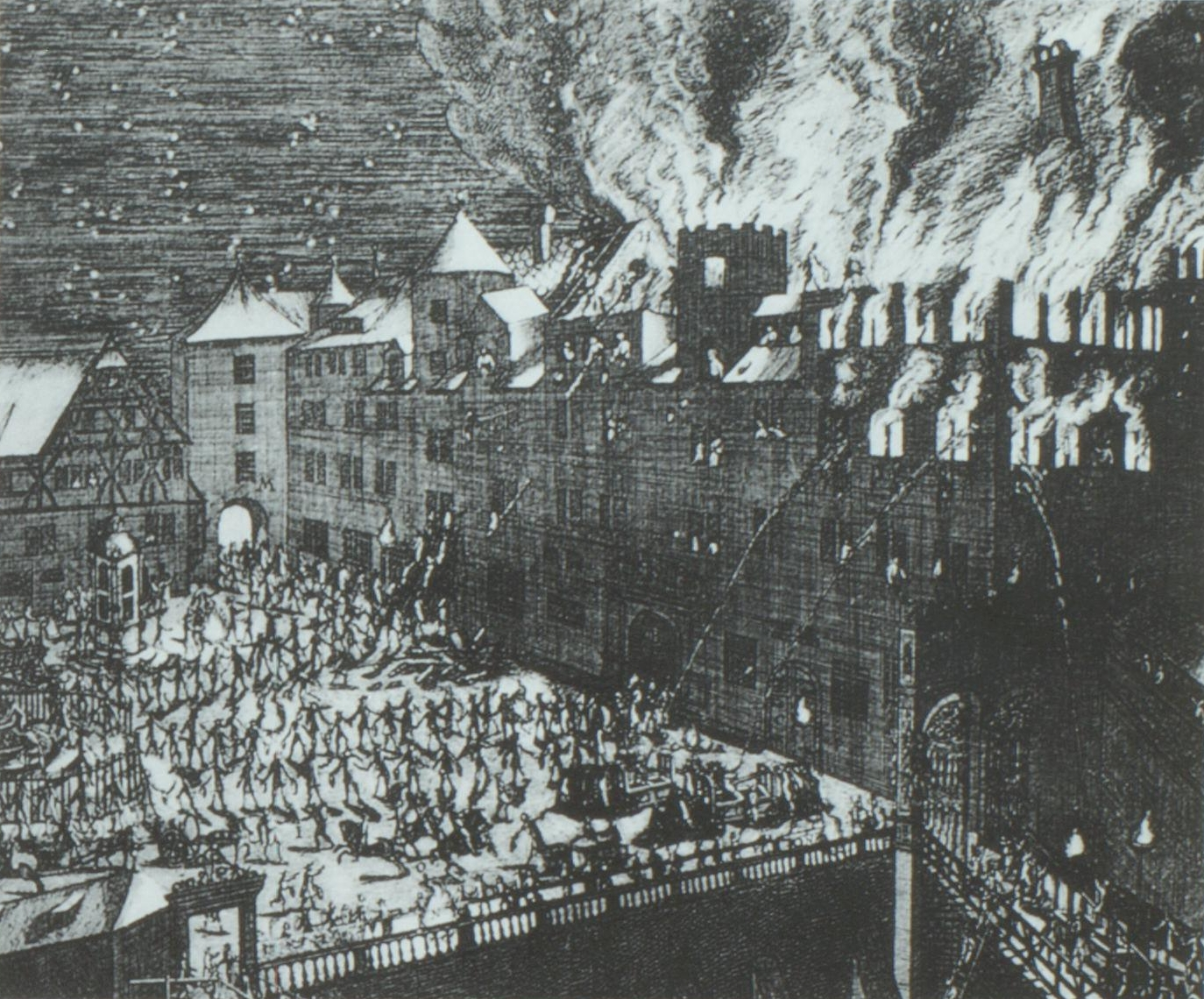
Bild 2. Schillerplatz, Brand der Alten Kanzlei, 1683.
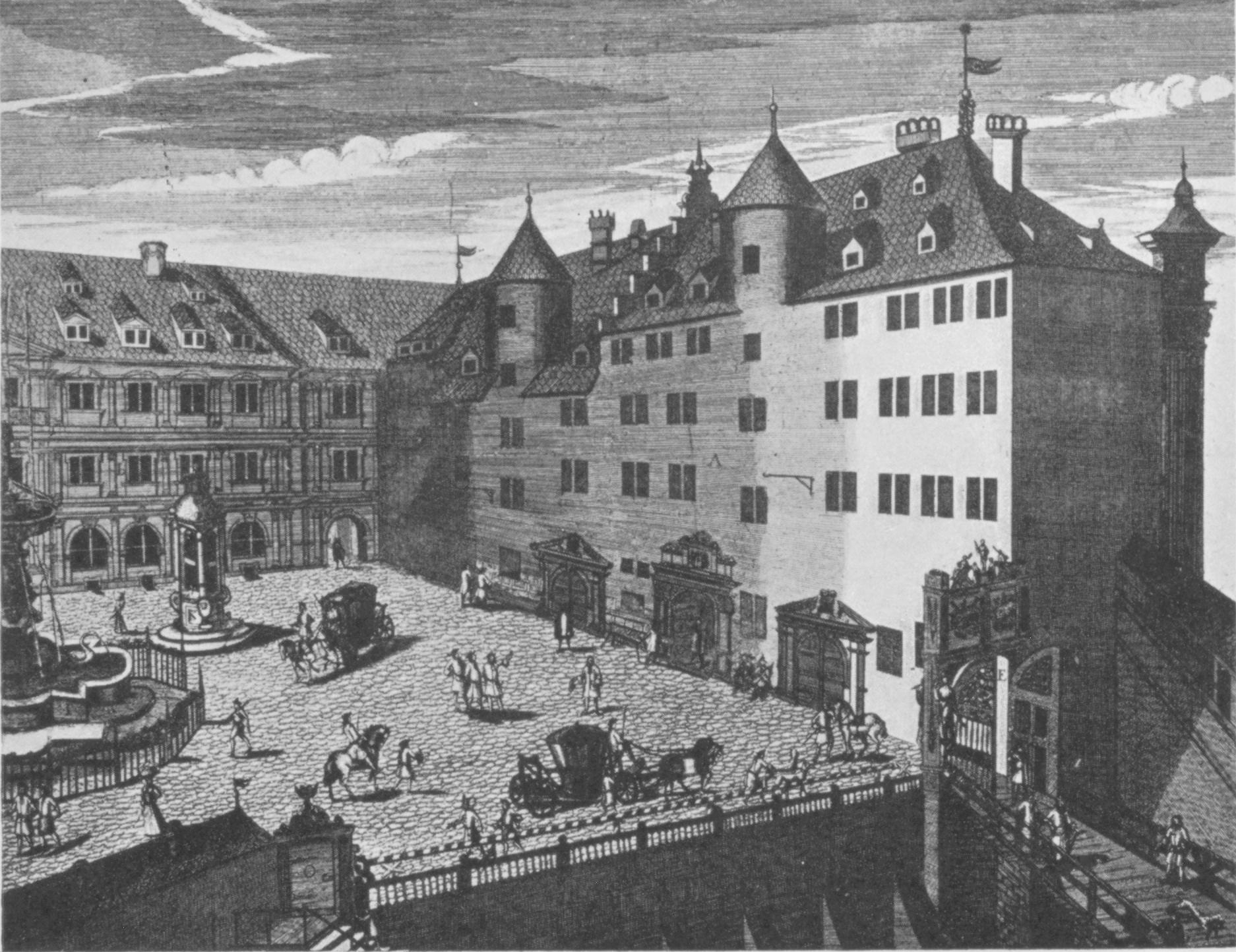
Bild 3. Schillerplatz mit Prinzenbau und Alter Kanzlei, um 1710.

Die Alte Kanzlei war Regierungs- und Verwaltungssitz des Herzogtums, später des Königreichs Württemberg. In den 1540er Jahren erwies sich der Vorgängerbau der Alten Kanzlei neben dem Alten Schloss „für die täglich wachsenden und besonders durch die Aufhebung der Klöster sehr vermehrten Geschäfte [als] zu eng“. Herzog Ulrich beschloss daher, ein neues Gebäude errichten zu lassen. 1542 bis 1544 wurde das vorerst 3-geschossige Gebäude errichtet, das an der Schmalseite gegenüber dem Alten Schloss begann und bis zur Brandmauer mit dem Treppengiebel reichte. Als Baumaterial dienten die Steine der 1542 abgebrochenen Heslacher Wallfahrtskirche „Unsere Liebe Frau“.
Als zwei Jahrzehnte später auch das neue Gebäude nicht mehr ausreichte, ließ Herzog Christoph 1566 durch Aberlin Tretsch, den Erbauer des Alten Schlosses, den bestehenden Bau um ein Stockwerk erhöhen und bis zum Prinzenbau hin verlängern. Damit hatte der Bau seine heutige Ausdehnung erreicht. 1598 wurde der alte Wasserturm, die heutige Merkursäule an die Nordostecke der Alten Kanzlei angebaut. 1862 wurde der Wasserkasten von der Spitze des Turms entfernt und durch die Merkurfigur ersetzt. Gleichzeitig wurde das Kosakenbrünnele, das bis dahin rechts von der Säule an der Alten Kanzlei angebracht war, umgesetzt und mit dem Postament der Merkursäule verbunden.
1683 brannte die Kanzlei ab und wurde unter Herzog Friedrich Karl durch den Architekten Matthias Weiß (1636–1707) wieder aufgebaut, dem auch der Prinzenbau seine klassizistischen Fassaden verdankt. Der Kunsthistoriker Werner Fleischhauer urteilte:
Weiß

„zerstörte die lebendige Dachgliederung, welche die des Alten Schlosses reizvoll wieder aufgenommen hatte. Drei Portale mit Pilastern und Dreiecksgiebeln zeigen die etwas trockenen klassizistischen Formen, die für Weiß charakteristisch sind.“

Das Dach wurde ursprünglich durch drei Zwerchgiebel gegliedert (siehe Bild 1 oben), die nach dem Brand nicht wieder aufgebaut wurden. Weiß baute nicht drei, sondern nur zwei Portale „mit Pilastern und Dreiecksgiebeln“ neu, das Hauptportal von 1543 konnte gerettet und wieder eingebaut werden (siehe Bild 3 oben). Über einen Anbau wurde der Prinzenbau 1715 übereck mit der Alten Kanzlei verbunden. Dieser schließt den Kanzleibogen ein, einen bogenförmigen Durchgang vom Schillerplatz zur Königstraße.
Nach Fertigstellung der Neuen Kanzlei unter König Wilhelm I. 1838 erhielt die bisherige Kanzlei den Namen Alte Kanzlei. 1865 zog die Hof-Apotheke auf Wunsch von König Wilhelm aus der Schlosskapelle im Alten Schloss in die Alte Kanzlei um. 1878 wurden die noch vorhandenen zwei der früher drei Hauptportale durch Alexander von Tritschler restauriert und einander angeglichen.
Im Zweiten Weltkrieg wurde die Alte Kanzlei in der Nacht vom 12. auf den 13. September 1944 ebenso wie übrigen Gebäude am Schillerplatz schwer zerstört. In der Ruine des Gebäudes wurde am 13. September 1944 eine Notapotheke eingerichtet. Nach dem Krieg wurde die Alte Kanzlei 1951 bis 1952 wieder aufgebaut. Währenddessen war die Hof-Apotheke im Kronprinzenpalais untergebracht. 1955 bezog die Hof-Apotheke wieder die Alte Kanzlei. Nach dem Wiederaufbau wurde im Erdgeschoss auch das Restaurant „Alte Kanzlei“ eröffnet. Die oberen Stockwerke belegt seitdem das baden-württembergische Justizministerium, dessen Hauptsitz der Prinzenbau ist.

### Allgemein
- Restaurierung: Alte Kanzlei. Datenbank Bauforschung,  bauforschung-bw.de
- Hans Klaiber: Der fürstlich württembergische Baumeister Matthias Weiß. In: Württembergische Vierteljahreshefte für Landesgeschichte Neue Folge, Jahrgang 34, 1928, S. 100–117, Alte Kanzlei: 110–111.
- Christian Friedrich von Leins: Die Hoflager und Landsitze des württembergischen Regentenhauses. Festschrift zur Feier des 25jährigen Regierungs-Jubiläums seiner Majestät des Königs Karl von Württemberg, Stuttgart [um 1889], S. 31–33.
- Hermann Lenz; Günter Beysiegel (Herausgeber): Stuttgart. aus 12 Jahren Stuttgarter Leben. Stuttgart: Belser, 1983, S. 423–426.
- Gustav Wais: Alt-Stuttgarts Bauten im Bild. 640 Bilder, darunter 2 farbige, mit stadtgeschichtlichen, baugeschichtlichen und kunstgeschichtlichen Erläuterungen. Stuttgart 1951, Nachdruck Frankfurt am Main 1977, Nummer 277–280.
- Gustav Wais: Alt-Stuttgart: die ältesten Bauten, Ansichten und Stadtpläne bis 1800. Mit stadtgeschichtlichen, baugeschichtlichen und kunstgeschichtlichen Erläuterungen. Stuttgart 1954, S. 101–103.
- Martin Wörner; Gilbert Lupfer; Ute Schulz: Architekturführer Stuttgart. Berlin 2006, Nummer 93.

### Sonstiges
- Karl Büchele: Stuttgart und seine Umgebungen für Einheimische und Fremde. Stuttgart 1858, S. 102, Textarchiv – Internet Archive
- Hartmut Ellrich: Das historische Stuttgart. Bilder erzählen. Petersberg 2009, S. 35–37.
- Ilse Feller; Eberhard Fritz; Joachim W. Siener: Württemberg zur Königszeit: die Fotografien des Herzogs Philipp von Württemberg (1838–1917). Stuttgart 1990, S. 68, 80, 83–84.
- Werner Fleischhauer: Barock im Herzogtum Württemberg. Stuttgart 1981, S. 28.
- Michael Goer: Prinzenbau Stuttgart. Lindenberg 2008, S. 4, 7, 10–11, 12, 14, 15, 16, 29, 43, 47.
- Helmut Holoch (Herausgeber): Stuttgart im Wandel der letzten 80 Jahre. Stuttgart 1987, S. 28–32.
- Wilhelm Kohlhaas (Herausgeber): Stuttgart: ehemals, gestern und heute. Stuttgart: Steinkopf, 1976, S. 106–109.
- Landesamt für Denkmalpflege Baden-Württemberg: Schillerplatz 5,  Akten bis zum Jahr 2000.
- Jennifer Lauxmann: 600 Jahre Hof-Apotheke Stuttgart: 1413–2013. Stuttgart: Hof-Apotheke, [2013].
- Johann Daniel Georg von Memminger: Stuttgart und Ludwigsburg mit ihren Umgebungen. Mit einer Charte, einem Plan und einem Grundrisse. Stuttgart 1817, S. 332–334, books.google.de
- Karl Pfaff: Geschichte der Stadt Stuttgart nach Archival-Urkunden und andern bewährten Quellen, Band 2: Geschichte der Stadt vom Jahre 1651 bis zum Jahre 1845. Stuttgart 1846, books.google.de
- Harald Schukraft: Stuttgarter Straßen-Geschichte(n). Stuttgart 1986, S. 8–14.
- Landeshauptstadt Stuttgart, Amt für Stadtplanung und Stadterneuerung, Untere Denkmalschutzbehörde (Herausgeber): Liste der Kulturdenkmale. Unbewegliche Bau- und Kunstdenkmale, Stuttgart 2008, stuttgart-stadtgeschichte.net (PDF; 490 kB)
- Gustav Wais: Die Apotheken im alten Stuttgart. In: Deutsche Apotheker-Zeitung, Jahrgang 91, 1951, S. 396–399, hier: 396–397 (Hof-Apotheke).